# Paul Gomien
Louis Paul Gomien né à Nancy le 22 avril 1798 et mort à Paris le 3 mars 1846, est un peintre portraitiste français, spécialiste des miniatures, appartenant à l'École de Nancy.

## Biographie
Il fut l'élève d'André Larue dit Mansion (1785-v. 1834), plus connu sous le nom de Mansion, qui était lui-même un élève de Jean-Baptiste Isabey. Influencé par ce dernier, Paul Gomien exposa au Salon de Paris de 1822 à 1846, année de sa mort, et connut un vif succès en tant que portraitiste d'abord en Lorraine, puis à Paris sous Louis-Philippe, tout comme son frère Charles Gomien. 
Il épousa Bathilde Pernot, dont le portrait en miniature sur ivoire - 1846 - 19,5 × 13,5 cm. fut vendu le 23 juillet 2006 chez Pierre Bergé et Associés, Paris. Voir. 
Paul mourut peu de temps avant le Salon de 1846, où lui fut décernée une médaille d'or à titre posthume.

## Quelques œuvres de Paul Gomien
- Musée du Louvre, Portrait d'homme drapé dans un manteau en velours grenat, 1846. Voir l'objet. Miniature sur ivoire, H.15 cm × L.11 cm. Fonds des dessins et miniatures : n° INV 26782, Recto. Signé et daté, en bas à gauche : 'P. Gomien/ 1846'. Restauré en 1998.

## Exposition

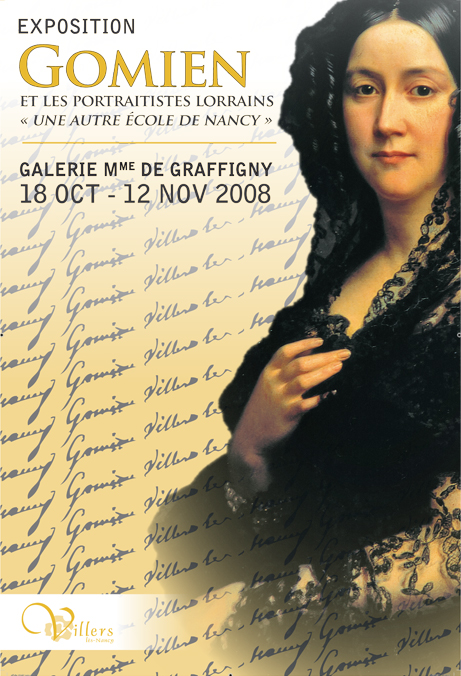
Affiche de l'exposition de 2008

Une exposition à Villers-lès-Nancy lui été consacrée du 18 octobre au 12 novembre 2008 à son frère Charles Gomien.